# Escarpa (armadura)

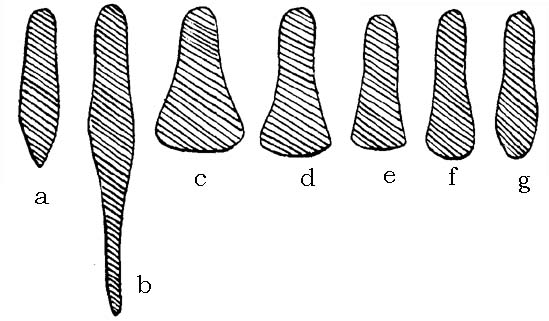
Evolució de la forma de les escarpes segons Wendelin Boeheim:
а) 1290-1390. b) 1300-1490. с) 1500-1530. d) 1530-1540. е) 1540-1550. f) 1550-1560. g) 1560-1590.
del llibre de Wendelin Boeheim Handbuch der Waffenkunde. Das Waffenwesen in seine historische Entwicklung vom Beginn des Mittelalters bis zum Ende des 18 Jahrhunders, Leipzig 1890.

Una escarpa o sabató és la sabata composta generalment per làmines articulades que cobria el calçat gruixut de l'home d'armes, des de la gola del peu fins a la punta dels dits, incloent tota l'empenya.
També se'n van usar de malla, amb l'extrem d'acer i algunes amb punta llarga, afilada i fins i tot partida per ferir el cavall de l'enemic i deixar-la dins.

## Història

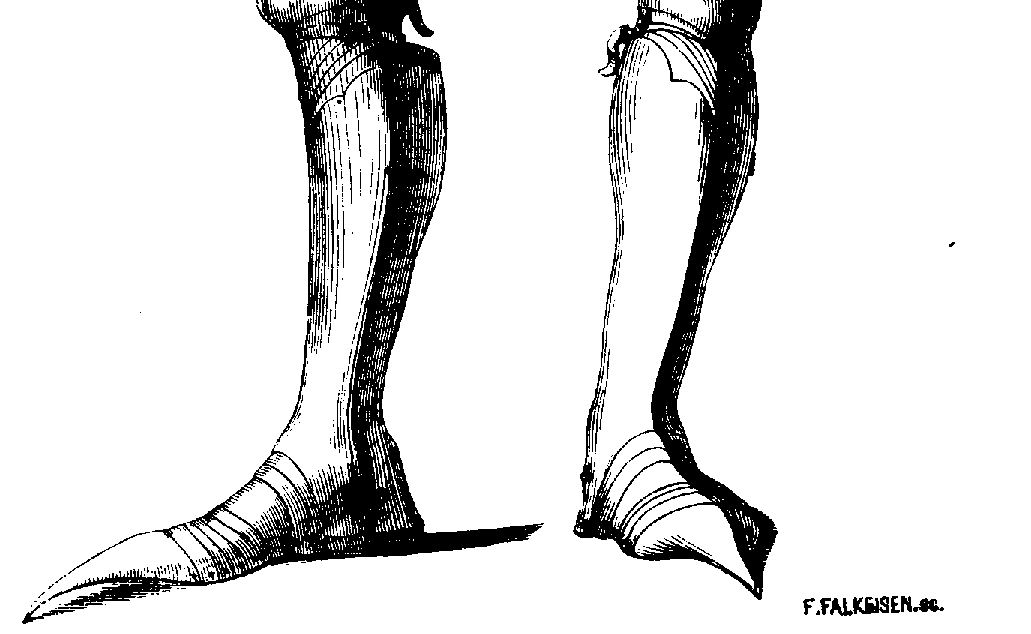
escarpes a la Poulain.

Les escarpes no semblen remuntar-se fins més enllà de principis del segle xiv. El primer sabató conegut és el punxegut i s'aproxima als anomenats a la Poulain ' que equivocadament es creuen del segle xv, ja que aquesta moda existia ja al xiii i va desaparèixer a mitjan xiv per ser substituïda per la forma ogival anomenada  mitja Poulain . Va tornar a estar en voga a finals del xiv i va durar sense interrupció durant tot el segle XV però ja a finals del xv s'usava també l'anomenat de peu d'os, seguit en el segle XVI pel de bec d'ànec fins que va ser reemplaçat més tard per la bota.